# Eriophora aurea
Eriophora aurea är en spindelart som först beskrevs av Saito 1934.  Eriophora aurea ingår i släktet Eriophora och familjen hjulspindlar. Inga underarter finns listade i Catalogue of Life.